# TOKYO (YUI單曲)
《TOKYO》是日本唱作女歌手YUI，於2006年1月18日所推出的單曲碟，並是在Sony Music Records旗下的第四張單曲碟。

## 收錄歌曲
1. TOKYO 
作詞：YUI　作曲・編曲：COZZi
  - 『YUI RADIO』的結尾曲
2. HELP
作詞・作曲：YUI　編曲：YUI
3. LIFE～YUI Acoustic Version～
作詞・作曲：YUI　編曲：Northa+
  - 每張新單曲會收錄前一單曲的Acoustic Version。
4. TOKYO～Instrumental～

## 銷售紀錄
- 累積發售量：20123
- Oricon最高排名：第15名
- Oricon上榜次數：5次

| 發行          | 排行榜      | 最高位 | 總銷量 |
| ------------- | ----------- | ------ | ------ |
| 2006年1月18日 | Oricon 週榜 | 15     | 20,123 |